# Sport Tacna Nº 1
El Sport Tacna Nº1 fue un equipo de fútbol perteneciente al distrito de Distrito de Lima, del Departamento de Lima, del Perú. El club, se afilia a la Liga Peruana de Fútbol, en la División Intermedia. Luego es promovido a la Primera División de 1916.

## Historia
El club Sport Tacna Nº1 fue un club de fútbol peruano, fundado en el Cercado de Lima. En sus inicios, practicó el fútbol con otros equipos limeños contemporáneos. Posteriormente se afilia a la  División Intermedia en 1914, organizada por la Liga Peruana de Foot Ball. Para la temporada 1915, Sport Tacna Nº1 logra ubicarse primeras posiciones de la División Intermedia y logra ser promovido a la primera división del siguiente año.
Sport Tacna Nº1 asciende cojuntamente con el Jorge Chávez Nr. 1 y Juan Bielovucic. Sin embargo, por diversos motivos el club desistió de participar, a pesar  que el campeonato estaba en curso. 
Posteriormente se crea la Federación Sportiva Nacional (FSN), (también llamada Federación Deportiva Nacional). El club conjuntamente con otros equipos que retiraron de la Liga Peruana de Fútbol, se afilian a la Federación Deportiva Nacional por algunos años. Luego Sport Tacna Nº1 se afilia a los campeonatos organizados por la Asociación Amateur de Football. Finalmente el club desapareció.

## Datos del club
- Temporadas en División Intermedia: 2 (1914 y 1915).
- Temporadas en Primera División: 1 (1916).
- Mejores Resultados:
- Peores Derrotas:

## Nota
- La Federación Sportiva Nacional fue un ente en paralelo a la Liga Peruana de Fútbol. También organizaba campeonatos de fútbol.
- A su vez existió el Asociación Amateur de Football,[3] fundado por los equipos que dejaron de participar a la Liga Peruana de Fútbol .

### Sport Tacna N.º 2
- Existió otro club denominador Sport Tacna Nº2 del Callao, contemporáneo al primero. Este club participó en encuentros pactados por equipos chalacos. Posteriormente se afilió a los campeonatos de la Asociación Deportiva Chalaca[3] en los años 20.

### Indumentaria

#### Sport Tacna N°2
| Titular | Alterna |  |

## Enlaces
- Campeonato Peruano de Fútbol de 1916
- Ascendidos 1915
- Anécdotas 1915-1916, Sport José Gálvez y Sport Tacna N°1
- Historia Institucionales de los entes del Fútbol del Perú

- Datos: Q97172366